# Dirk Shafer
Dirk Alan Shafer (Carbondale (Illinois), 7 de noviembre de 1962 – Los Ángeles 5 de marzo de 2015) fue un modelo, actor, guionista y director de cine estadounidense. Su cima como modelo llegó cuando la revista Playgirl lo consideró "Hombre del año" en 1992. Shafer contaba que este reconocimiento de Playgirl fue su "validación" para ser modelo ya que él nunca se había considerado a sí mismo atractivo. Shafer escribió, dirigió y protagonizó Man of the Year, un falso documental de 1995 sobre un hombre gay encorsetado en el role de sex-simbol heterosexual. EL siguiente proyecto de Shafer fue Circuit, una mirada a las fiestas nocturnas del mundo gay.
A partir de 2008 Shafer trabajó de entrenador fitness e instructor de Pilates. En 2012, Shafer volvió a las páginas de Playgirl por el 20 aniversario de su nombramiento como "Hombre del año" en el ejemplar de agosto.
Shafer fue encontrador muerto en su coche cerca de su casa en West Hollywood, California el 5 de marzo de 2015. Las primeros pruebas médicas indicaron que había sufrido un ataque al corazón. En la autopsia posterior, sin embargo, se determinó que la muerte de Shafer se había debido a la intoxicación en el consumo de "metamfetamina y cocaína", siendo posiblemente la enfermedad cardiovascular hipertensiva un factor contribuyente.

## Filmografía

### Como actor
- Will & Grace episodio "Cheaters" - Blaze (2001)
- Man of the Year - Él mismo (1995)

### As director
- Circuit (2001)
- Man of the Year (1995)

### As writer
- Circuit (2001) (con Gregory Hinton)
- Man of the Year (1995)
- Inside Out II (episodio "Double Vision") (1992)